# José Pamplona
José Pamplona Lecuanda, né le 6 février 1911, à San Luis Potosí (Mexique), est un joueur mexicain de basket-ball.

## Palmarès
- Troisième des Jeux olympiques d'été de 1936